# Звезда (электромеханический завод)
Электромеханический завод «Звезда» — федеральное государственное унитарное предприятие, расположенное в городе Сергиев Посад. Флагман производства ЭВМ специального назначения в СССР.

## История завода
С 1938 года — промартель «Звезда», с 1941-го — Завод № 569, с начала 1960-х — Загорский электромеханический завод «Звезда».
ЗЭМЗ ПО «Звезда» (г. Загорск).
27 июня 1941 года Наркомат боеприпасов на производственных площадях промартели «Звезда» образовал в городе Загорске  завод № 569.Завод производил ППШ, противотанковые и ручные гранаты, пиротехнику. Продукция из цехов завода отправлялась непосредственно на фронт. После эвакуации из Загорска завода № 367 его производственные площади, известные в городе как «Скобянка», были также включены в состав завода № 569. Перешло к этому заводу и название «Скобянка», которое долгое время прочно скрывало истинное назначение завода № 569.
Постановлением Правительства от 12 декабря 1945 года завод передаётся в Наркомат вооружения с задачей освоить выпуск совершенно новой для советской промышленности продукции — специальных счётно-решающих электромеханических приборов. Для разработки и внедрения в производство этих приборов постановлением СМ СССР от 20.08.1946 г. на заводе было создано Особое конструкторское бюро (ОКБ № 569). Первыми разработками вновь созданного ОКБ были системы управления зенитным артиллерийским огнём «Малахит» и «Тритон».
В 1948 году был разработан и освоен производством прибор управления артиллерийским зенитным огнём (ПУАЗО) «Дублёр» на базе точных потенциометров, коноидных механизмов, приводов с грибовидными фрикционами и с автоматическим приводом наведения. В 1952 году завод получает заказы на производство аналоговых счётно-решающих устройств на базе ламповых электронных схем. В 1957—1960 годах на заводе были разработаны и освоены производством три системы управления ракетными дивизионами «Краб» и «Вектор» (главный конструктор В. С. Семенихин) и «Транзистор» (главный конструктор — начальник тематического отдела Ю. Н. Успенский). Эти системы выпускались в течение многих лет и поставлялись во многие страны.
Резкий поворот Загорского электромеханического завода в сторону производства цифровой вычислительной техники произошел в 1957 году, когда он получил задание на производство вычислительной машины специального назначения — ЭВМ М-40, разработка которой была завершена в 1956 году в ИТМиВТ Академии наук СССР (главный конструктор академик С. А. Лебедев). Эта машина предназначалась для системы ПРО с кодовым названием Система «А», создаваемой Генеральным конструктором Кисунько Г. В. На базе М-40 и М-50 был создан двухмашинный контрольно-регистрирующий комплекс, на котором обрабатывались данные натурных испытаний системы ПРО. 4 марта 1961 года экспериментальным комплексом системы ПРО (система «А»), управляемым с земли ЭВМ М-40, впервые в отечественной и мировой практике было продемонстрировано поражение головной части баллистической ракеты на траектории её полёта.
С 1957 года завод энергично включается в новое направление своей производственной деятельности — производство средств цифровой вычислительной техники, разрабатывая и внедряя принципиально новые технологии производства печатных плат, накопителей на магнитных барабанах, магнитных лентах, магнитных дисках, печатающих устройств, графопостроителей. И в этом ЗЭМЗ был одним из первых в стране, что и определило его место в освоении производства вычислительных средств специального назначения, которые находились на передовой линии развития вычислительной техники.
Постановлением Совета Министров СССР от 08.04.1958 года № 389185 Загорскому электромеханическому заводу поручено изготовление транзисторной ЭВМ М-4 главного конструктора М. А. Карцева (ИНЭУМ), предназначенной для управления радиолокационной станцией контроля космического пространства, создаваемой академиком А. Л. Минцем (РТИ АН СССР). В декабре 1959 года первый комплект М-4 был отправлен на объект в район озера Балхаш для стыковки с аппаратурой РЛС, отладки рабочих программ и организации по этой программе совместной работы ЭВМ М-4 и РЛС. Летом 1962 года первый комплект ЭВМ М-4 совместно с РЛС ЦСО-П успешно выдержал совместные испытания, и ЭВМ М-4 была рекомендована к серийному производству для использования в Системе предупреждения о ракетном нападении (СПРН).
В 1961 году ЗЭМЗ приступил к производству специализированной электронной вычислительной машины 5Э92б, разработанной в ИТМиВТ (под руководством главного конструктора С. А. Лебедева) и М4-2М, М4-3М (главный конструктор М. А. Карцев) для СПРН. Эта ЭВМ представляла собой модернизированный вариант ЭВМ М-40 и входила уже в боевую систему ПРО А-35, а также применялась в вычислительных и управляющих информационных комплексах ПРО, комплексах управления космическими объектами, центрах контроля космического пространства и др.
В 1962 году ЗЭМЗ приступил к изготовлению ЭВМ 5Э89 «Курс», разработанной в ЦНИИ «Агат».
В 1964 году ЭВМ 5Э92б прошла межведомственные испытания. В 1967 году — совместные испытания комплекса из 12 машин. Серийный выпуск на Загорском электромеханическом заводе и эксплуатация в системе ПРО начались в 1965 году.
Производство ЭВМ 5Э79 на заводе началось в 1966 году.
В июне 1970 года ЗЭМЗ начал производство ЭВМ М-10, предназначенной для построения вычислительных комплексов дальнейшего развития СПРН страны. В 1974 году ЗЭМЭ изготовил и поставил три комплекта ЭВМ М-10 вычислительного комплекса 5К31 на КП СПРН. В 1976 году в составе объекта М-10 и ВК 5К31 успешно выдержали Государственные испытания и поставлены на боевое дежурство. На базе ЭВМ М-10 и М-10М были построены вычислительные комплексы 63И6 и 68И6 РЛС «Дарьял», ВК 5Э64 для системы космического обнаружения запуска баллистических ракет по их факелам, спецвычислитель 65И6 для полигонного образца Дон-2НП, ВК 17Л6 для запасного КП СПРН и другие.
В 1973 году ЗЭМЗ получил задание приступить к производству ВК МСМ (разработчик НИЦЭВТ МРП СССР)- машины для управления программой спутников в системе наблюдения и предупреждения.
Для использования в ЦВК системы С-300П была разработана серия управляющих машин ЭВМ 5Э26 (головной разработчик — ИТМиВТ, ЗЭМЗ — соразработчик и головной производитель, главный конструктор В. С. Бурцев). Государственные испытания ЦВК 5Э26 успешно завершились в 1977 году. По результатам испытаний и эксплуатации ЦВК 5Э26 было принято решение разработать новые модели этой машины. 5Э26 является первой в СССР мобильной управляющей многопроцессорной вычислительной системой построенной по модульному принципу, с высокоэффективной системой автоматического резервирования, базирующейся на аппаратном контроле и обеспечивающей возможность восстановления процесса управления при сбоях и отказах аппаратуры, работающей в широком диапазоне климатических и механических воздействий, с развитым математическим обеспечением и системой автоматизации программирования. Первоначально в серию входили только две ЭВМ — 5Э261 и 5Э262. С появлением новой элементной базы в середине 1980 годов для системы С-300П были разработаны программно-совместимые с первыми моделями серии ЭВМ 5Э265 и 5Э266, ставшими самыми массово выпускаемыми вычислительными комплексами СССР.
К участию в разработке и к подготовке производства многопроцессорного вычислительного комплекса «Эльбрус-1» ЗЭМЗ приступил в 1974 году. Промышленный выпуск МВК «Эльбрус-1» начался с 1979 года. МВК «Эльбрус-1» использовался на объектах системы ПРО и в центре контроля космического пространства.
В 1980 году ЗЭМЗ приступил к производству бортового вычислительного комплекса «Бета-3М». Комплекс «Бета-3М» предназначен для сбора, обработки и представления информации в удобном для принятия решения виде и её передачи потребителям по каналам связи.
В 1981 году завод приступил к изготовлению самой мощной в нашей стране вычислительной системы МВК «Эльбрус-2», а в 1984 году — к изготовлению ЭВМ М-13. В 1988 году МВК «Эльбрус-2» в составе информационного комплекса ЦУП принимал участие в запуске на орбиту и посадке многоразового космического корабля «Буран».
К середине 1980-х годов производственные мощности завода достигли своего максимального уровня. Продолжая выпуск освоенных ранее изделий специального назначения, завод к этому времени освоил и наращивал серийный выпуск двух мощных вычислительных систем — МВК «Эльбрус-2» и ЭВМ М-13 (разработчик НИИВК).
Приказом Министерства радиопромышленности изготовление ЭВМ М-13 было поручено Загорскому электромеханическому заводу в ноябре 1983 года. В январе 1984 года ЗЭМЗ получил полный комплект конструкторской документации и приступил к изготовлению головного образца машины. В 1986 году ЗЭМЗ изготовил и поставил в НИИВК для комплексной стыковки все устройства головного образца ЭВМ М-13 и развернул серийное изготовление устройств промышленных образцов машины. В 1987 году в НИИВК головной образец М-13 прошел испытания по техническим условиям с участием представителей заказчика института и завода. В 1988 году ЗЭМЗ поставил на объект в район озера Балхаш 6 комплектов устройств М-13 для комплексной стыковки, построения вычислительного комплекса 4МПО и сопряжения его с аппаратурой РЛС «Дарьял-У». С 1986 по 1992 год завод изготовил и поставил около 18 комплектов серийных образцов ЭВМ М-13.
С 1988 года ЗЭМЗ приступил к выпуску для ЗРК С-300П (зенитно ракетной системы среднего радиуса действия) центрального вычислительного комплекса ЦВК 40У6 — модификация 5Э26 с повышенным быстродействием и дополнительным резервированием аппаратуры (ЗРК С-300П предназначена для обороны крупных промышленных и административных объектов, военных баз и пунктов управления от ударов средств воздушно-космического нападения). В процессе разработки ЦВК 40У6 и организации производства в ПО «Звезда» потребовалось основательно доработать первоначальный проект металлоконструкций и наполнить его базовыми технологическими решениями по реализации разнообразных связей и электропитания, что было с успехом сделано при тесной совместной работе специалистов ИТМ и ВТ, ПО «Звезда» и НПО «Алмаз».
В 1991 году проведены государственные испытания комплекса на базе четырёх 10-процессорных МВК «Эльбрус-2» в составе боевой системы ПРО города Москвы и Центрального промышленного района — системы А-135. В этом же году успешно были завершены совместные испытания вычислительного комплекса 4МПО из шести комплектов ЭВМ М-13 с радиолокационной станцией «Дарьял-У».
МВК «Эльбрус-2» также был установлен в Центре управления полетами, в Арзамасе-16, Челябинске−70.
В 1991 году Загорский электромеханический завод приступил к изготовлению МВК «Эльбрус-3» и МКП «Эльбрус-3-1». Но в связи с распадом СССР и переходом страны к рыночной экономике работы были приостановлены.
Так завершились работы Загорского электромеханического завода по освоению серийного производства широкого круга образцов изделий вычислительной техники специального назначения в СССР в качестве головного предприятия, определённого Постановлением ЦК КПСС и СМ СССР 1957 года.
За период 1958—1991 гг. завод освоил производство целого ряда вычислительных машин, комплексов и внешних устройств для важнейших оборонных систем страны:
- ЭВМ БШМ и БШВЦ разработки НПО «Алмаз».
- ЭВМ 5Э92б, 5Э51, 5Э26, МВК «Эльбрус-1», МВК «Эльбрус-2», опытные образцы МВК «Эльбрус-3» и «Эльбрус-3-1», 40У6 разработки ИТМ и ВТ.
- Вычислительный комплекс «Азов» разработки ИТМ и ВТ.
- ЭВМ М-4, М4-М, М4-2М, М4-3М М-10, М-13 разработки ИНЭУМ, НИИВК.
- Подвижный вычислительный комплекс «Бета-3» разработки НИИ «Аргон».
- Ряд процессоров сопряжения НПО «Комета» и ИТМ и ВТ.
- Гамму накопителей на магнитных барабанах и магнитных дисках разработки НИИВТ и ряда других.
- Уникальное производство запоминающих устройств на ферритовых сердечниках.

Таким образом, было создано предприятие, обеспечившее решение важнейших государственных заданий в области создания высокопроизводительных вычислительных комплексов на передовом рубеже науки. Предприятие, которое успешно прошло все этапы развития вычислительной техники от ламповой ЭВМ первого поколения М-40 до суперкомпьютера четвёртого поколения — модульно-конвейерного процессора «Эльбрус-3-1» (МПК).
После распада Советского Союза и перехода страны к рыночной экономике Загорский электромеханический завод Производственного объединения «Звезда» (ЗЭМЗ ПО «Звезда») был преобразован в Федеральное государственное унитарное предприятие «Электромеханический завод „Звезда“» (ФГУП ЭМЗ «Звезда»). (При возвращении городу первоначального названия «Сергиев Посад» слово «Загорский» из названия завода исключено).
В настоящее время на предприятии выпускаются электронные модули на печатных платах, а также ведется производство и ремонт вычислительных комплексов специального назначения.

## Награды
- 1967 год
- 1978 год

## Директора
- Башин, Сергей Дмитриевич (1941—1942)
- Яхонтов, Юрий Владимирович (1942—1952)
- Потапов, Григорий Николаевич (1952—1959)
- Попов, Виктор Германович (1959—1978)
- Курочкин, Владимир Алексеевич (1978—1986)
- Гурский, Алексей Фёдорович (1986—2000)

## Персоналии
- Семенихин, Владимир Сергеевич
- Лебедев, Сергей Алексеевич
- Яхонтов, Юрий Владимирович
- Горшков, Николай Васильевич